# Sapek (Seunagan)
Sapek is een bestuurslaag in het regentschap Nagan Raya van de provincie Atjeh, Indonesië. Sapek telt 531 inwoners (volkstelling 2010).